# 山田晃
山田 晃（やまだ あきら、1945年4月14日 - ）は、日本の経済評論家。月刊誌「産業と経済」を発行する株式会社産業と経済の取締役会長。日本出版協会理事。東京衡機社外取締役。米国アダム・スミス大学日本事務局代表役員。

## 経歴
長崎県出身。法政大学卒。1970年4月、大和証券投資信託販売に入社。1946年4月、田口証券(現SMBC日興証券)に入社。1972年5月、産業と経済取締役会長に就任。

## 活動・人脈・思想
- 株式投資関係の評論活動で名を売ったことから、株式関係の著書が多いが現在はその多くが絶版。最近では中国語などの語学教室、アジア文化交流学院を経営する21世紀ワイズの実質的オーナーとして日中友好に努めている。
- 保守系言論人の団体である言論人懇話会の同人で、一時期同懇談会が発行する『言論人』編集長を務めたが、現『産業と経済』編集長に中国人強制連行や花岡事件に取り組む左翼系ノンフィクション作家の石飛仁を迎え入れるなど左派にも知己がある。